# Экспедиция Хьюма и Ховелла
Экспедиция Хьюма и Ховелла — исследовательская экспедиция Гамильтона Хьюма и Уильяма Ховелла, состоявшаяся в 1824—1825 годах. Одна из наиболее значимых экспедиций в истории восточной Австралии. Это была первый экспедиция, которой удалось отыскать маршрут из Нового Южного Уэльса во внутренние области современного штата Виктория и собрать новые сведения о местной речной системе. Она стала первым шагом к успешной колонизации и последующему хозяйственному освоению этих плодородных районов.
Первоначальной целью экспедиции была бухта Уэст-Порт, однако в итоге участники экспедиции прошли в стороне от него из-за ошибки в расчётах Ховелла. Вместо этого экспедиция оказалась в 100 км к западу от планируемого места, в районе Порт-Филлипа. 
Успех экспедиции во многом зависел от личностей двух её руководителей: в то время как Хьюм был сильным лидером и опытным исследователем, Ховелл был хорошим навигатором. Их отношения, однако, с самого начала были напряжёнными, вопреки успешному сотрудничеству в ходе экспедиции. В последующие годы между ними возник длительный спор о роли каждого в достигнутых результатах.